# Staurogyne coriacea
Staurogyne coriacea är en akantusväxtart som beskrevs av Carl Ernst Otto Kuntze. Staurogyne coriacea ingår i släktet Staurogyne och familjen akantusväxter. Inga underarter finns listade i Catalogue of Life.